# Henri-Alexis Schaeffer
Pour les articles homonymes, voir Schaeffer.

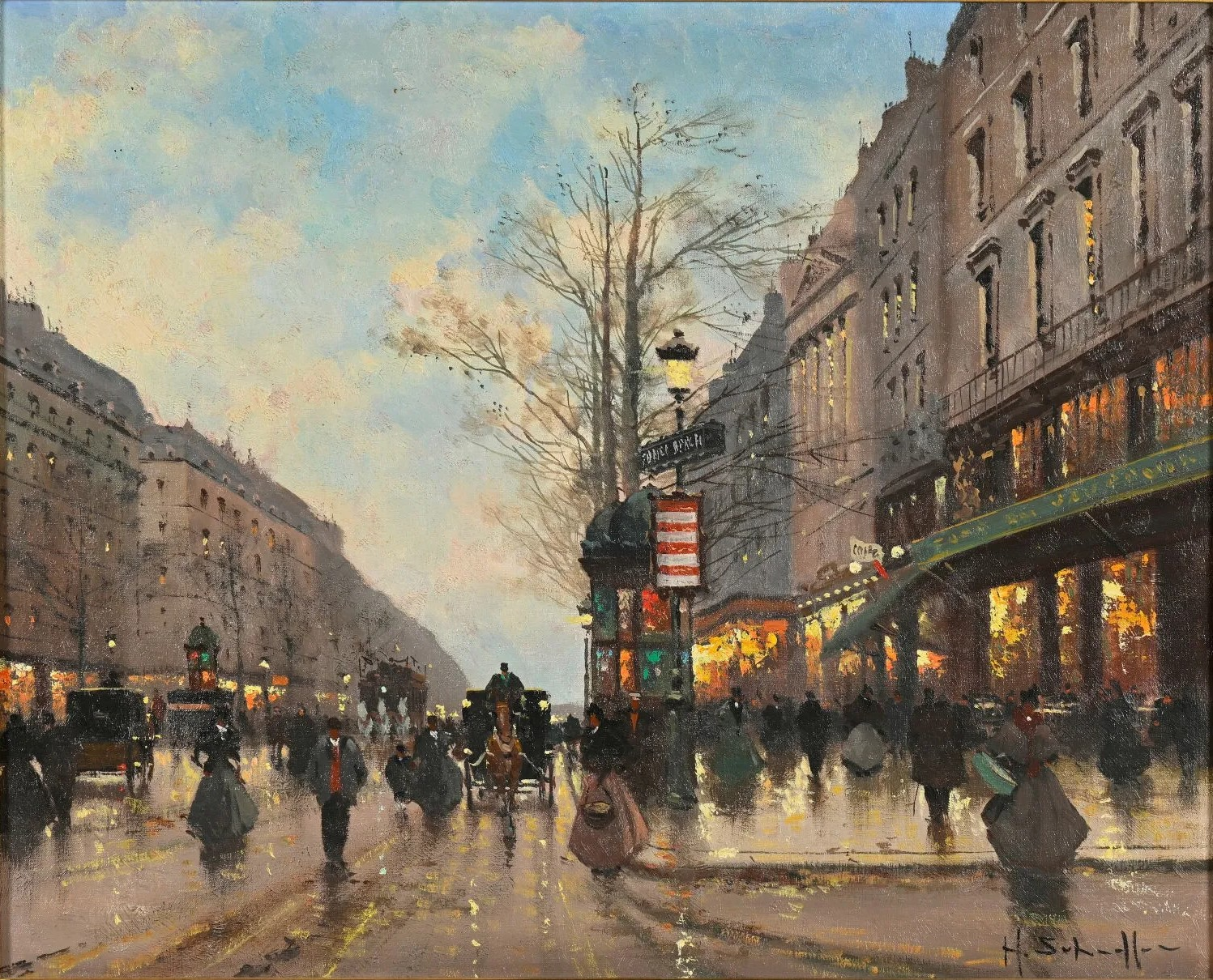
Vue des Grands Boulevards à Paris

Henri-Alexis Schaeffer, né le 9 août 1900 à Paris (15ème arrondissement) et mort le 28 février 1975 à Neuilly-sur-Seine, est un dessinateur, caricaturiste, décorateur et peintre français.

## Biographie

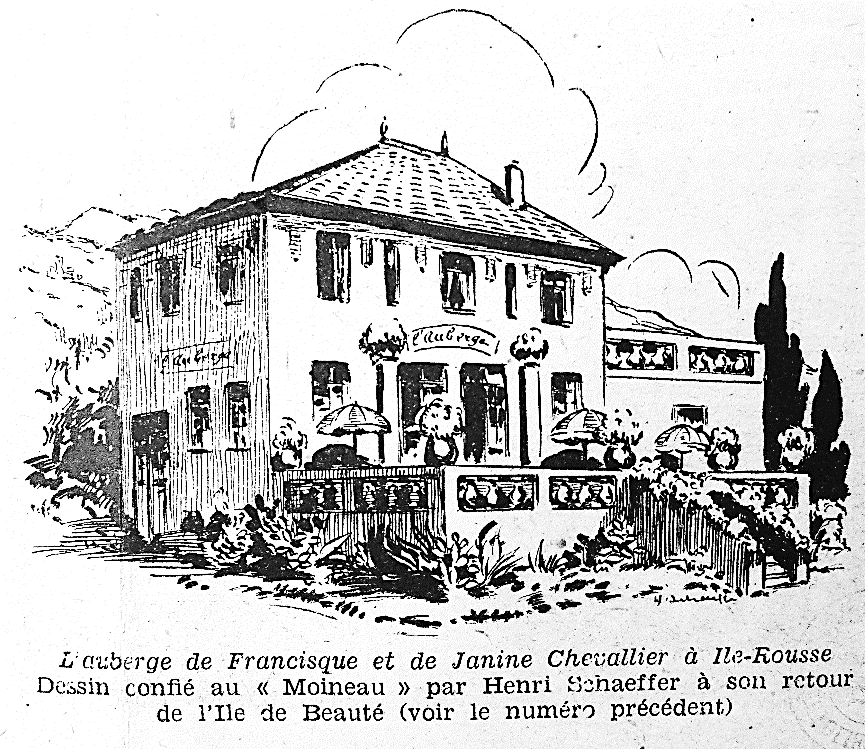
Auberge de la famille Chevallier à l'Ile-Rousse croquée par H-A Schaeffer lors de son voyage en 1951

Henri-Alexis Schaeffer est né le 9 août 1900 à Paris, il est le fils de Georges Casimir Schaeffer, employé et Marie Joséphine Caroline Alexia Vincent, couturière.
À 19 ans, il vivra à Viroflay. Il fera des études d'arts et sera un des élèves de Fernand Cormon à l'École des Beaux-Arts de Paris.
À l'âge de 20 ans, il effectue son service militaire obligatoire et est incorporé comme soldat au 19e Bataillon de Chasseurs à Pied. Il participera à la campagne des Pays Rhénans.
Le 15 septembre 1921 à Sèvres, Henri-Alexis Schaeffer se marie à Olga Toussaint, également jeune artiste (poète, dessinatrice, peintre...). Ils s'installeront à Viroflay.
En 1932, il est l'un des illustrateurs-caricaturistes du journal politique L'Animateur des Temps Nouveaux et semble débuter une longue série d'illustrations chez Casterman en 1933. Il illustrera également plusieurs journaux des éditions Bonne Presse jusqu'au début de la guerre. En 1934, il devient membre de la Société des Artistes Français qui lui permettra d'exposer de nombreuses œuvres chaque année au Salon de Paris. Ces aquarelles et huiles sur toile sont inspirées de ces observations lors de ces différents voyages :
- Tableaux en lien avec Paris et sa région ("La Rue de la Montagne-Sainte-Geneviève" de 1951, "Fontainebleau - Le Château et l’Étang des Carpes" vers 1940, "Rue de Bièvre", "La Concorde" en 1964, "La Partie de Cartes chez la Bougnate" en 1950, "Le Petit Bistrot" en 1950 ...)
- Tableaux d'architecture religieuse ("L'Église Saint-Basile d'Étampes" de 1948, "La Cathédrale d’Évreux", "L’Église Saint-Séverin" de 1951, "La Cathédrale de Chartres", "L'Église de Messas", "Notre-Dame de Paris" en 1942, "La Chapelle de Nevez" en 1959, ...)
- Tableaux de paysages bretons ("Sardiniers dans la baie de Douarnenez", "Sarzeau dans le Morbihan" en 1962, "Voiliers au port", "Thoniers au Matin" ...)
- Tableaux de paysages corses ("Bastia depuis la jetée du Vieux-Port", "Vue de Bonifacio", "Paysage de Corse", "L'Ile Rousse" en 1951 ...)
- Portraits ("Portait de Mme A.D." en 1952 ...)

Lors de la 2ème Guerre mondiale, il est rappelé à l'activité et intègre son bataillon de chasseurs. Il sera fait prisonnier en 1940 comme plus de deux millions de Français. Il sera envoyé en Allemagne au Stalag IV A d'Elsterhorst puis intégré au centre administratif du Stalag en février 1941 à Hohnstein. Il y fera la connaissance de nombreux prisonniers français et participera activement à l'animation collective : il intègrera la troupe du Castel-Théâtre du Stalag IV-A comme décorateur (rideaux, décors peints en bois, costumes ...) et participera ainsi aux deux premières tournées des Kommandos (1941). André Herisson le remplacera en 1942. Henri Schaeffer illustrera également les programmes de la tournée qui seront vendus pour financer la Mutuelle du Stalag venant en aide aux orphelins ou aux familles de prisonniers dans le besoin. Il décorera également la salle centrale du château d'Hohnstein dont l'une des œuvres représente une fresque de la ville de Nice. Son activité lui permettra également d'illustrer le journal du camp "Le Moineau" pour lequel il fournira des dessins pour la manchette du journal ainsi que plusieurs portraits des personnes les plus importantes du centre administratif d'Hohnstein.
Le 27 novembre 1941, il est rapatrié comme ayant participé à la 1ère Guerre Mondiale bien qu'il ne l'ait pas faite. Il n'oubliera jamais ses camarades de captivité et gardera le contact via l'Amicale des anciens du Stalag IV A avec qui il a une correspondance quasi-mensuelle. C'est ainsi qu'il gardera un contact privilégié avec l'ancien Homme de Confiance du Stalag IV-A, l'Abbé Huby qui officie à Argenteuil et en peindra son église mais également avec la famille Chevallier dont il décorera les murs de leur auberge-restaurant sur l'Ile Rousse en 1951. La série des peintures en lien avec la Corse démarre à cette période : "(L’Ile de Beauté) n’a pas volé son nom, affirme Schaeffer. La Corse est beaucoup plus sauvage et grandiose que la Côte d'Azur. L’Ile Rousse est une excroissance rocheuse du rivage occidental. Montagne rousse, mer verte ou bleue : presque partout le regard jouit des deux à la fois. C’est d’un éclat inimaginable. (Les rocs) sont parsemés d’eucalyptus, d’amandiers, de romarin odoriférant. Toute cette végétation est à la portée de la main.". Cette même année 1951, il deviendra Vice-Président de l'Amicale des prisonniers et chaque année offrira une toile pour la loterie annuelle de l'Amicale en vue de récolter des fonds pour les veuves en difficultés, les orphelins et l'édition du journal.
Il semble peindre et exposer des œuvres dans les caves du Cabaret "Le Corsaire" en 1948. En 1952, sa femme Olga Toussaint intègre à son tour le Salon des Artistes Français. Cette année ils exposent ensemble. Henri Schaeffer y gagne le Prix Chantal de Chauvigny pour ses aquarelles "L'Hôtel de Sens" et "La Rue de la Montagne Saint-Geneviève".
Il meurt le 28 février 1975 à Neuilly-sur-Seine.